# Butyldiglycol
Butyldiglycol is een organische verbinding met als brutoformule C8H18O3. Het is een kleurloze vloeistof, die mengbaar is met water.

## Toepassingen
Butyldiglycol wordt gebruikt als (industrieel) oplosmiddel voor nitrocellulose, oliën, kleurstoffen, zepen, polymeren en intermediairen ter productie van weekmakers. Handelsnamen van de stof zijn Butyl Carbitol, Butyl Dioxitol, Butyl ethyl Cellosolve, DB Glycol Ether, Dowanol DB, Ektasolve DB en Polysolv DB.

## Toxicologie en veiligheid
Butyldiglycol kan waarschijnlijk ontplofbare peroxiden vormen. Het reageert met sterk oxiderende stoffen, aluminium en diens legeringen, koper en diens legeringen, neopreen en natuurlijk rubber. Bij verbranding ontstaan onder meer koolstofdioxide en koolstofmonoxide.